# 1714 en science
| Années de la science : 1711 - 1712 - 1713 - 1714 - 1715 - 1716 - 1717    |
| Décennies de la science : 1680 - 1690 - 1700 - 1710 - 1720 - 1730 - 1740 |

Cet article présente les faits marquants de l'année 1714 en science.

## Événements
- 7 janvier : le Britannique Henry Mill dépose un brevet pour une machine à écrire[1].
- Mars : Roger Cotes publie Logometrica dans les Philosophical Transactions of the Royal Society. Il fournit la première preuve de ce qui est maintenant connu sous le nom de formule d'Euler et construit la spirale logarithmique[2].
- Mai : Brook Taylor publie un article rédigé en 1708  dans les Philosophical Transactions of the Royal Society qui décrit sa solution au problème du centre d'oscillation[3].
- 8 juillet : Longitude Act, loi du parlement britannique offrant trois prix de 10 000, 15 000 et 20 000 livres à qui déterminera une méthode simple et sûre pour permettre la détermination de la longitude d'un navire en pleine mer[4].

- Le physicien allemand Gabriel Fahrenheit met au point son thermomètre à mercure[5].
- Edmond Halley découvre l'amas d'Hercule[6].
- Amédée-François Frézier introduit en France une nouvelle variété de fraise dite Blanche du Chili, provenant de l'île de Chiloé près de Concepción au Chili. La pollinisation fortuite de ces plans en Bretagne en 1740 avec des fraisiers de Virginie sont à l'origine des hybrides de fraises modernes « à gros fruits »[7].
- Invention de la seringue à pointe fine par Dominique Anel[8].

## Publications
- Charles-René Reynaud : La science du calcul, des grandeurs en général : ou, Les éléments des mathématiques, (OCLC 9117510).

## Naissances

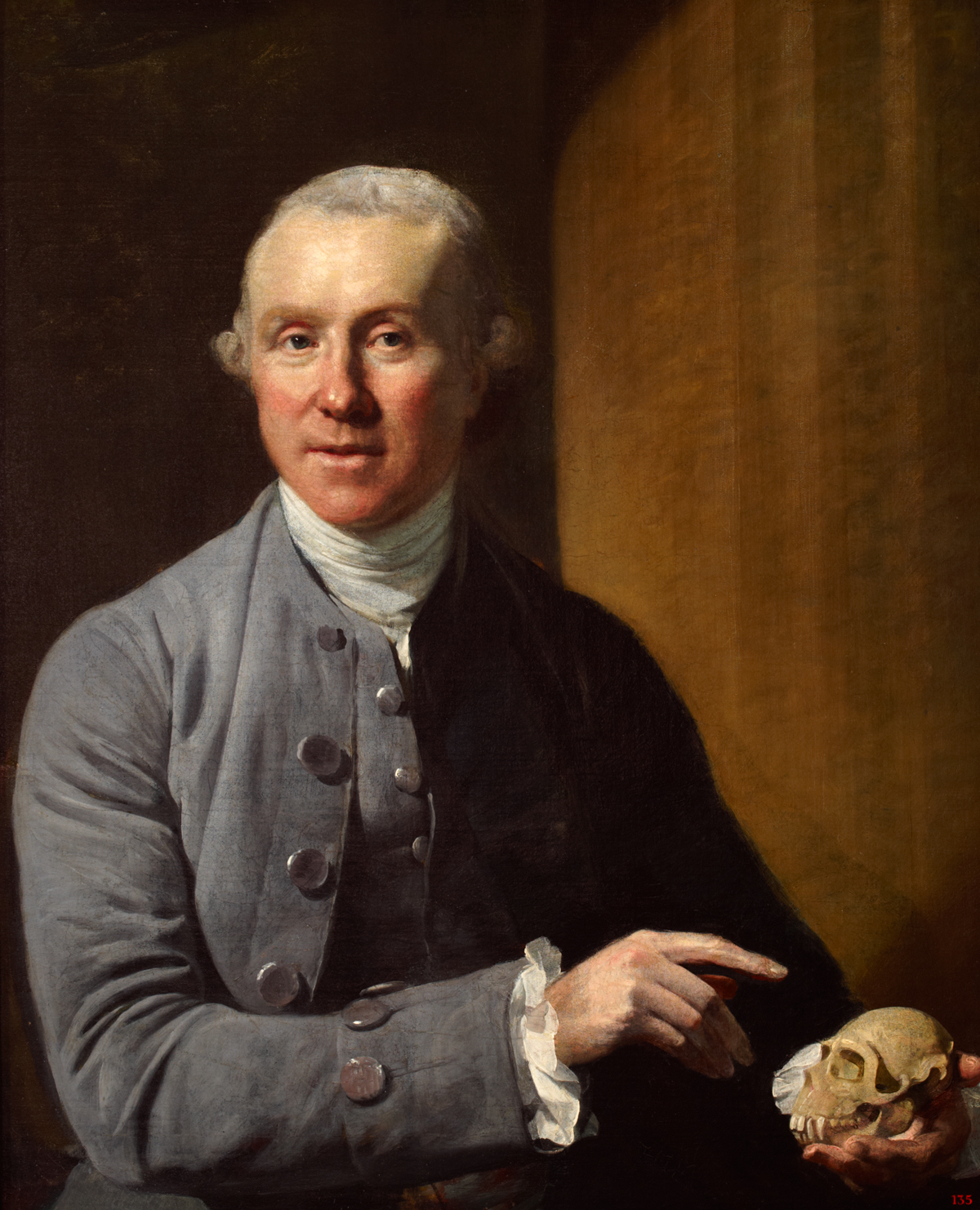
Percivall Pott

- 6 janvier : Percivall Pott (mort en 1788), chirurgien anglais.
- 2 février : Giovanni Battista Audiffredi (mort en 1794), érudit dominicain, mathématicien, naturaliste et astronome italien.
- 17 juin  : César-François Cassini (mort en 1784), astronome français.
- 6 septembre : Robert Whytt (mort en 1766), médecin écossais.
- 16 octobre : Giovanni Arduino (en) (mort en 1795), géologue italien.
- 25 octobre : James Burnett, Lord Monboddo (mort en 1799), philosophe et philologue écossais.
- 25 novembre : Yoriyuki Arima (mort en 1783), mathématicien japonais.
- 19 décembre : John Winthrop (mort en 1779), astronome américain.
- 31 décembre :
  - Michel Ferdinand d'Albert d'Ailly (mort en 1769), astronome et physicien français.
  - Arima Yoriyuki (mort en 1783), mathématicien japonais.

- André Ferry (mort en 1773), religieux minime, géomètre et mathématicien français.
- Charles-Benjamin de Lubières (mort en 1790), mathématicien genevois.
- Alexander Wilson (mort en 1786), chirurgien, mathématicien et météorologue écossais.

## Décès

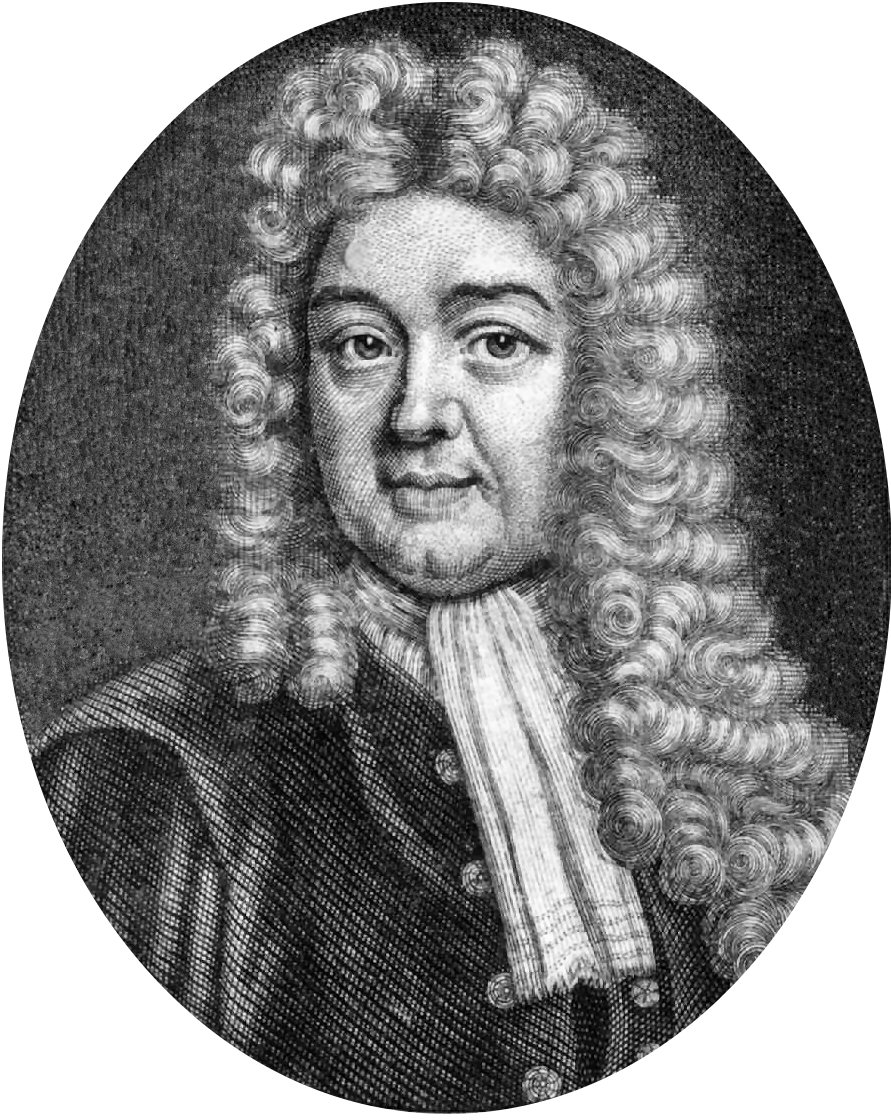
John Radcliffe

- 5 mai : Christian-Maximilien, comte Spener (né en 1678), médecin allemand.
- 27 juillet : Sébastien Matte La Faveur (né en 1626), chimiste et pharmacien français.
- 6 septembre : Alessandro Marchetti (né en 1633), poète, scientifique et érudit italien.
- 5 octobre : Kaibara Ekiken (né en 1630), philosophe et botaniste japonais.
- 1er novembre : John Radcliffe (né en 1652), médecin britannique[9].
- 5 novembre : Bernardino Ramazzini (né en 1633), médecin italien.